# Pfarrkirche Oed Markt

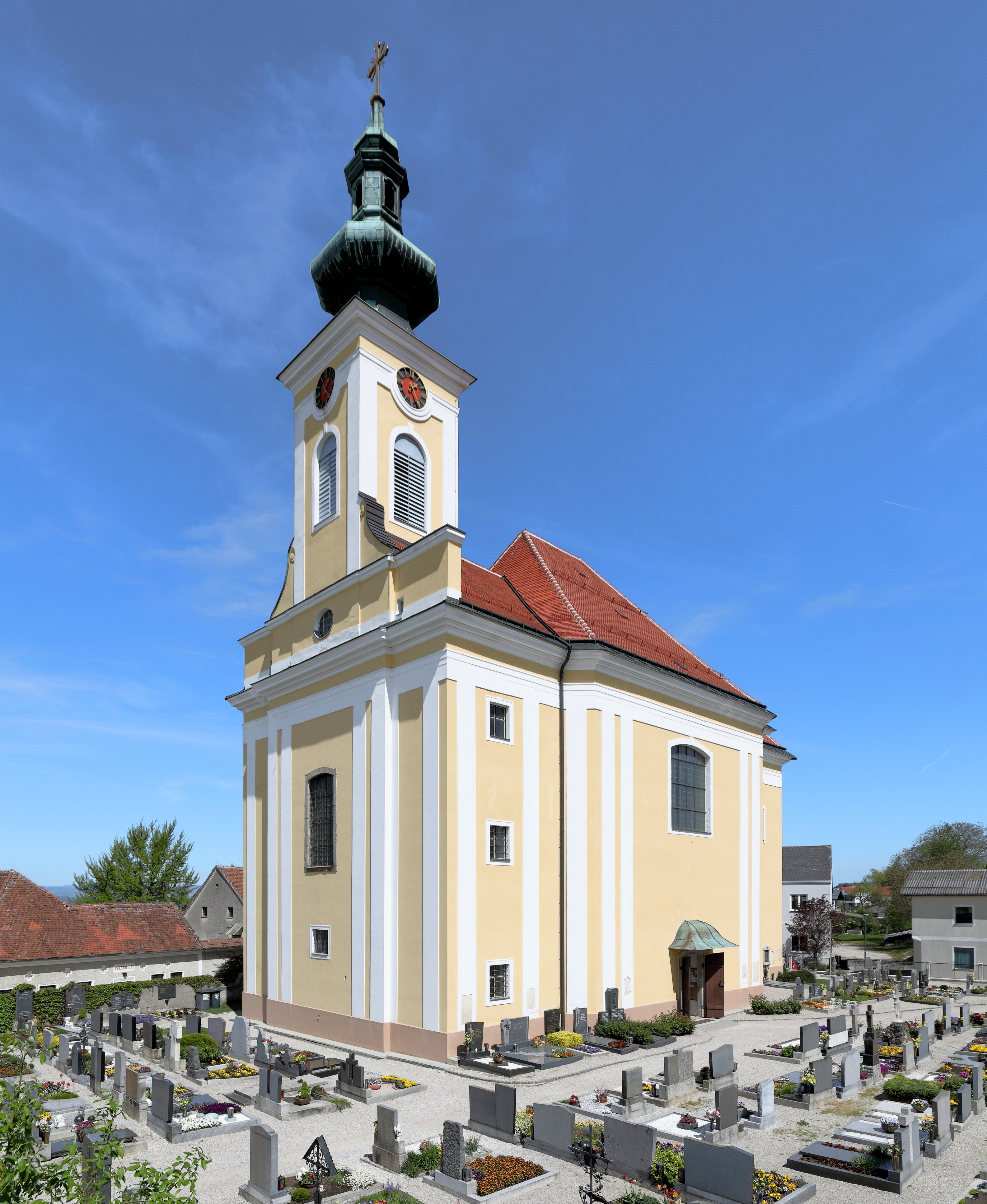
Katholische Pfarrkirche hll. Peter und Paul in Oed Markt

Die Pfarrkirche Oed Markt steht nordwestlich des Ortes Oed Markt in der Marktgemeinde Oed-Oehling im Bezirk Amstetten in Niederösterreich. Die den Heiligen Peter und Paul geweihte römisch-katholische Pfarrkirche gehört zum Dekanat Amstetten der Diözese St. Pölten. Die Kirche und der Friedhof stehen unter Denkmalschutz (Listeneintrag).

## Geschichte
Urkundlich wurde 1336 eine Filiale von Sindelburg genannt und 1716 zur Pfarre erhoben. 
Der Vorgängerbau entstand um 1690. Die Kirche wurde im Auftrag von Leopold Graf Daun von 1759 bis 1761 nach den Plänen des Architekten Paul Ulrich Trientl erbaut. 1834 wurde der Turm erneuert. 1892 bis 1896 wurde die Einrichtung renoviert und teils neuromanisch gestaltet. 1957 bis 1961 erfolgte eine Rebarockisierung.

## Architektur
Die Kirche ist von einem Friedhof umgeben, in der Ummauerung ist eine barocke Kapelle eingebunden.
Der spätbarocke längsoblonge Zentralbau der Pfarrkirche schließt mit einem eingezogenen Chorjoch. Die Westfront hat einen Fassadenturm.
Der blockhafte Kirchenbau unter einem Walmdach hat eine einheitliche Fassadengliederung durch Lisenen mit großen segmentbogigen Steingewändefenstern mit Steckgittern, der Chor hat zwei kleine Rundfenster. Die Westfront hat einen seichten Mittelrisalit und ist streng vertikal durch monumentale Lisenen gegliedert und hat mittig ein großes Rechteckfenster über einem kleineren Fenster, über einer schmucklosen Attika trägt der Fassadenturm aus 1834 einen Zwiebelhelm aus 1961.

## Ausstattung

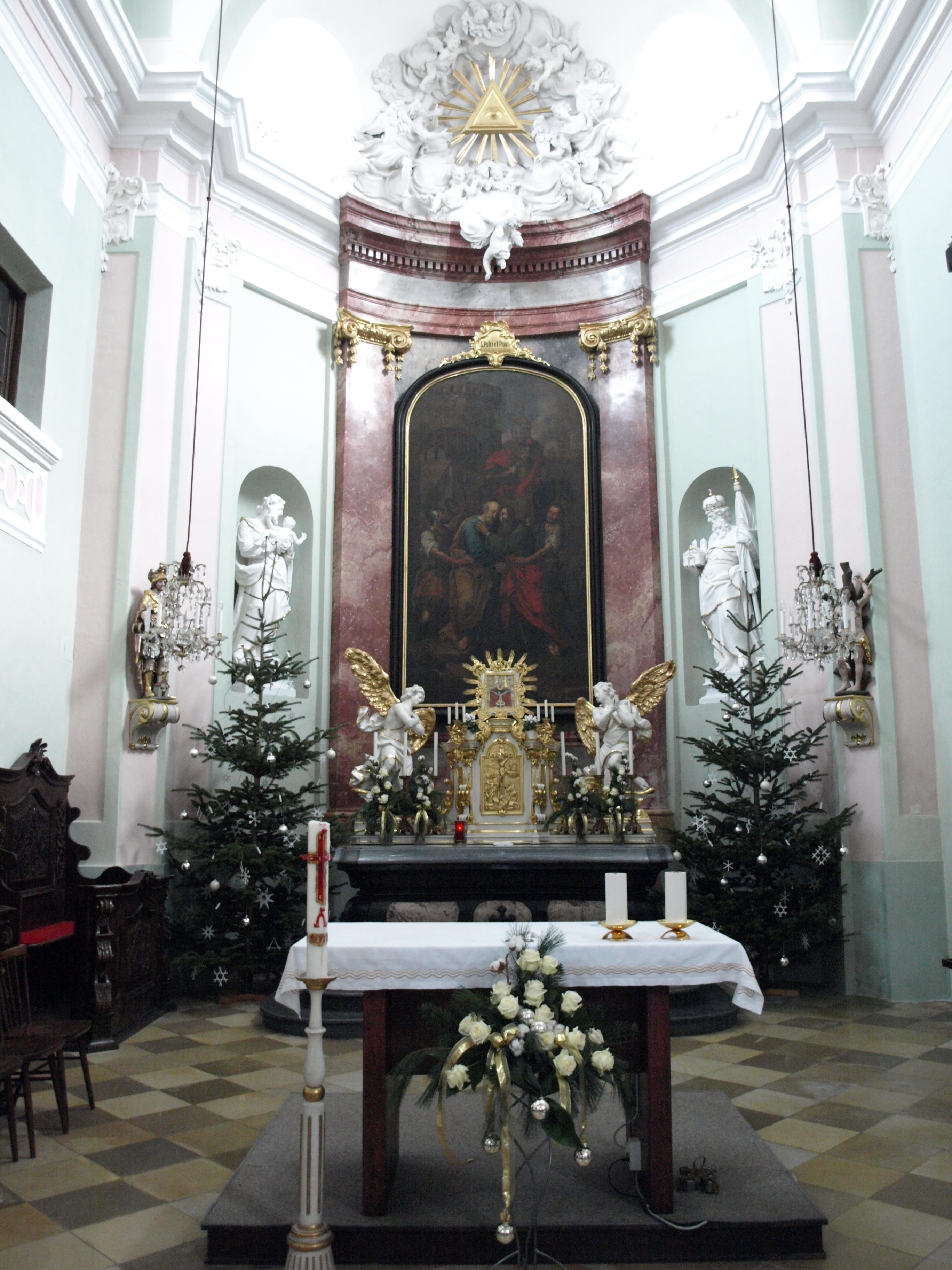
Hochaltar im Chorschluss

Der Hochaltar als Stucco lustro Wandretabel ist in den Chorschluss eingepasst. Das Altarblatt aus dem dritten Viertel des 18. Jahrhunderts stellt die hll. Petrus und Paulus dar und darüber ein Auge-Gottes-Symbol in einer Engelglorie. Der frei stehende Tabernakel zeigt das Sonntagberger Gnadenbild mit flankierenden Engeln, geschaffen von Franz Masser um 1960 nach Jakob Schletterer.
Die Orgel baute Reinisch-Pirchner 1961.